# Adamów (powiat grodziski)
Adamów – wieś w Polsce położona w województwie mazowieckim, w powiecie grodziskim, w gminie Grodzisk Mazowiecki.
W latach 1975–1998 miejscowość należała administracyjnie do województwa warszawskiego.
Urodził się tu Menachem Rubin.